# Elisabeth Bergner
Pour les articles homonymes, voir Bergner.
Elisabeth Bergner, née Elisabeth Ettel le 22 août 1897 à Drohobytch (en Galicie, Autriche-Hongrie, aujourd'hui en Ukraine) et morte le 12 mai 1986 à Londres, est une actrice de théâtre et de cinéma.

## Biographie
Au début de sa carrière, tournant dans des films autrichiens et allemands, elle passait pour l'une des actrices les plus belles de son époque. D'origine juive, elle émigra, après l'Anschluss, en Angleterre. Elle a notamment tenu le rôle d'Antoinette de Langeais dans La Duchesse de Langeais, de Paul Czinner, adapté du roman éponyme d'Honoré de Balzac.
Sa carrière ultérieure, dans le cinéma anglais, puis hollywoodien (Paris Calling, 1941), fut lourdement handicapée par son incapacité à se débarrasser de son fort accent étranger, rarement compatible à l'époque avec son emploi de femme éthérée.
À partir des années 1950, elle réapparaît dans des productions allemandes.

## Filmographie très partielle
- 1924 : Der Evangelimann de Holger-Madsen
- 1924 : À qui la faute ? (Nju) de Paul Czinner : Nju
- 1926 : Le Violoniste de Florence (Der Geiger von Florenz) de Paul Czinner : Renée
- 1926 : La Duchesse de Langeais (Liebe) de Paul Czinner : Antoinette de Langeais
- 1929 : Mademoiselle Else de Paul Czinner
- 1931 : Ariane, jeune fille russe à Paris de Paul Czinner : Ariane
- 1932 : Der träumende Mund, la  version allemande de Mélo de Paul Czinner : Gaby
- 1934 : Catherine de Russie de Paul Czinner : Catherine de Russie
- 1935 : Tu m'appartiens (Escape Me Never) de Paul Czinner : Gemma Jones
- 1936 : Comme il vous plaira (As You Like It) de Paul Czinner : Rosalinde, la fille du vieux duc / Ganymède
- 1941 : Ici Londres (Paris Calling) d'Edwin L. Marin : Marianne Jannetier
- 1962 : Les Années heureuses (de) (Die glücklichen Jahre der Thorwalds) de John Olden et Wolfgang Staudte : Mme Thorwald
- 1970 : Michel Strogoff de Eriprando Visconti : Marfa Strogoff